# Талос (динозавр)
Талос (лат. Talos) — род тероподных динозавров из семейства троодонтид (Troodontidae). Жил во времена позднего мела, около 76 миллионов лет назад, на территории Северной Америки. Представляет собой один из наиболее полных скелетов троодонтид североамериканского континента. Включакет единственный вид — Talos sampsoni.

## История открытия
Вид и род описали в 2011 году Линдсей Занно, Дэвид Варриццио, Патрик О’Коннор, Алан Титус и Майкл Нелл. Название рода относится к Талосу — бронзовому гиганту из греческой мифологии. Видовое название дано в честь палеонтолога Скотта Сэмпсона, основателя проекта Kaiparowits Basin Project, который сделал открытие. Имеет относительно близкое эволюционное родство с современными птицами (Avialae).
Голотип, UMNH VP 19479, был найден в 2008 году в местонахождении «Блюз» (The Blues), на территории национального памятника Гранд-Стэркейс-Эскаланте (Grand Staircase-Escalante National Monument) в штате Юта, в геологических слоях формации Кайпаровиц (Kaiparowits), относящихся к верхним отложениям кампанского яруса. Ископаемый материал состоит из посткраниального скелета без черепа, включая часть спинных и хвостовых позвонков, левую локтевую кость, дополнительные фрагменты передних конечностей, частичный таз и часть костей левой и правой задних конечностей. Скелет вероятно принадлежит молодой особи. Возможно, частичный скелет экземпляра UCMP 149171 тоже относится к этому виду, но его плохая сохранность не позволяет с уверенностью говорить об этом.
Снимки компьютерной микротомографии показывают сильное патологическое ремоделирование фаланги второго пальца стопы голотипа, вероятно, в результате физической травмы и последующих инфекционных процессов. Явное травматическое повреждение стопы T. sampsoni  с доказательствами последующего заживления проливает новый свет на палеобиологию дейнонихозавров, поддерживая функциональные интерпретации захвата добычи или внутривидового боя для второго пальца стопы.

## Описание
В длину талос достигал 2 метров, а его масса оценивается в 38 килограммов. Черты животного более элегантны, чем у Troodon, но чёткого представления о облике талоса нет в связи с фрагментарностью находки. Вероятно, по форме он был похож на другие виды троодонтид с короткими передними и длинными задними конечностями. Считается довольно хорошо установленным, что это был теплокровный двуногий динозавр, обладавший перьями и серповидным когтем на ноге.

### Значение находки
Talos sampsoni вместе с Troodon formosus — второй описанный представитель троодонтид из верхнего мела Северной Америки. На 2011 год сообщалось, что ископаемый материал Troodon formosus из образований Северной Америки, простирается более чем на 4000 километров и охватывает временной диапазон примерно в 20 миллионов лет. Предполагалось, что они населяли большую часть западной территории Северной Америки на протяжении кампана и маастрихта. Множество ископаемых остатков представляют собой плохой и фрагментарный материал, основанный исключительно на изолированных зубах. Обнаружение T. sampsoni указывает на то, что не все материалы троодонтид из верхнего кампана Западного внутреннего бассейна относятся к Troodon formosus. Учёные пришли к выводу, что очень фрагментарная летопись окаменелостей мелких теропод привела к чрезмерной синонимизации таксонов теропод и что таксономическое разнообразие позднемеловых целурозавров, включая троодонтид в Северной Америке настоящее время плохо изучено.

## Систематика
По результатам кладистического анализа талос был помещён в семейство троодонтид. В этом исследовании не было установлено, отделился он от ствола их филогенетического дерева чуть выше или чуть ниже Byronosaurus. Он образует кладу вместе с Byronosaurus, Saurornithoides, Zanabazar и Troodon.

## Палеоэкология
T. sampsoni добавляет уникальности фауне динозавров формации Кайпаровиц, которая представлена как минимум 10 видами, включая цератопсов Utahceratops и Kosmoceratops, гадрозаврина Gryposaurus monumentensis, тираннозаврида Teratophoneus и овирапторозавра Hagryphus. Присутствие отдельного таксона троодонтид в формации Кайпаровиц подтверждает гипотезу о том, что позднекампанские динозавры Западного Внутреннего бассейна демонстрировали ограниченный географический ареал, и предполагает, что таксономическое разнообразие позднемеловых троодонтид из Северной Америки в настоящее время недооценивается.